# Цибульский, Арсений
Арсе́ний Цибу́льский (пол. Arseniusz Cybulski; 1671, Вильно ― 8 января 1722, Холм) ― композитор Великого княжества Литовского, представитель восточнославянского барокко, иеромонах-василианин.

## Биография
Родился около 1671 года в Вильно в семье Андрея Цибульского и Анны Козаркивной. Учился в Виленской иезуитской академии и в Вильно поступил на новициат в Василианский Орден. В 29-летнем возрасте направлен на учебу в Папскую Греческую коллегию святого Афанасия в Риме (прибыл на студии 30 апреля 1700 года, а уехал из коллегии 14 сентября 1705 года), где получил диплом доктора философии и богословия.
После исследований был проповедником в Жировичском и Виленском монастырях, а затем настоятелем в Мире. После Миры переведён в василианский монастырь в Холме и назначен там викарием.
Умер в Холме 8 января 1722 года.

## Творчество
Принадлежал к Виленской композиторской школы партесного пения, центром которой мог быть униатский василианский монастырь Пресвятой Троицы в Вильно. Другими представителями этой школы были Николай Дилецкий и Томаш Шеверовский.
Идентифицированы два произведения Арсения Цибульского «Ирмос 9-й песни Канона на Рождество Христово» и Литургия под названием «Слеза». Белорусский музыковед Ирина Герасимова свела в партитуры эти произведения и передала их в репертуар львовского вокального ансамбля A cappella Leopolis.